# David H. Berger

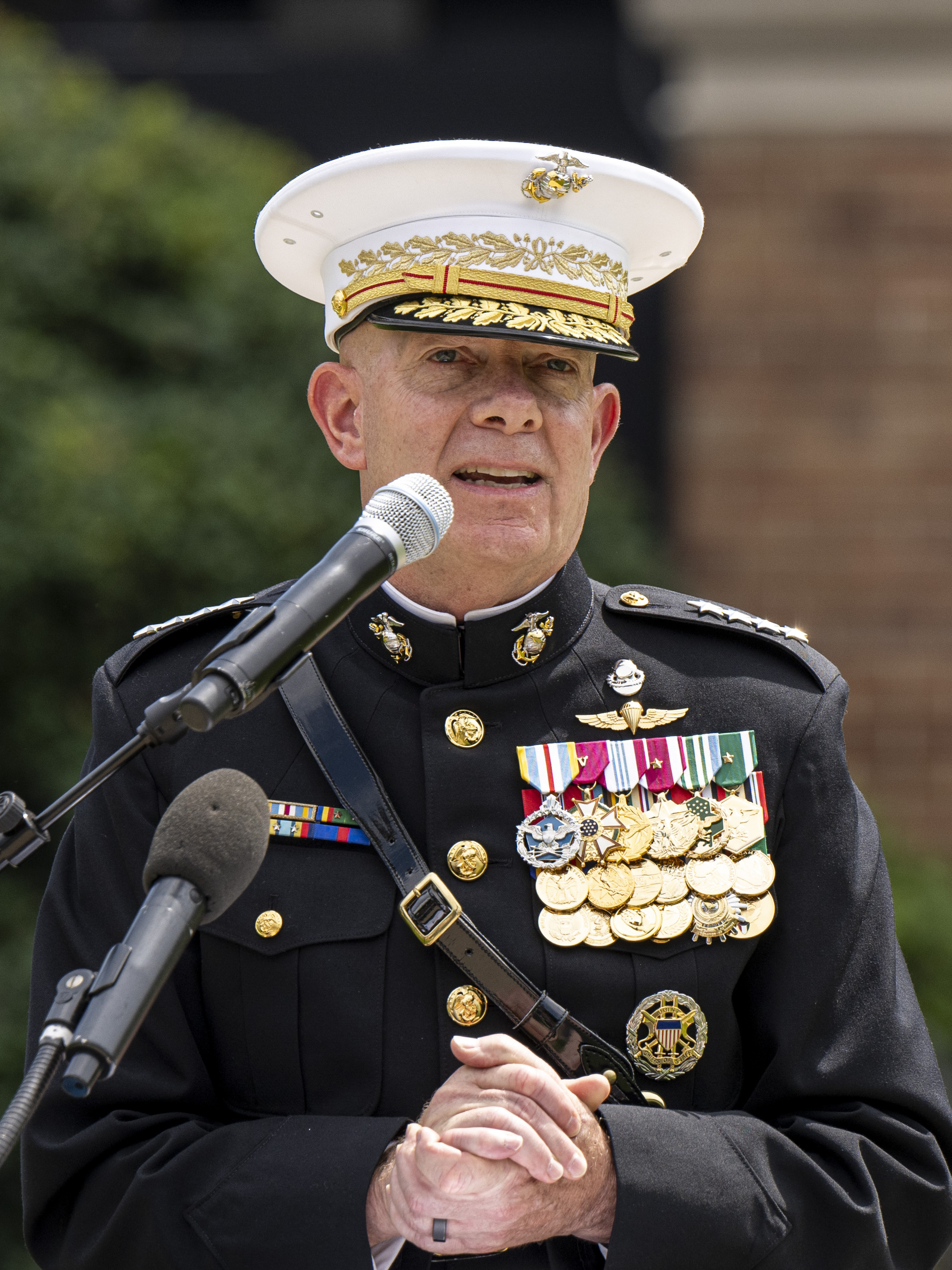
General David H. Berger (2023)

David Hilberry Berger (* 21. Dezember 1959 in Woodbine, Maryland) ist ein amerikanischer Vier-Sterne-General und war vom 11. Juli 2019 bis 10. Juli 2023 der 38. Commandant des U.S. Marine Corps (USMC). Er nahm am Golfkrieg (1991), an der Operation Secure Tomorrow (Haiti, 2004), am Irakkrieg sowie der Besetzung des Irak 2003–2011 und am Afghanistankrieg teil.

## Ausbildung
Berger ist gebürtig aus Woodbine, einem Ort ca. 35 km westlich von Baltimore, in Maryland.
Er machte an der Tulane University den Abschluss als Bachelor of Science in Ingenieurwissenschaften und zwei Master Abschlüsse, einen in Internationaler Politik an der Johns Hopkins University und einen in militärischen Studien.

## Werdegang im Marine Corps
Berger wurde 1981 über das Annahmezentrum für Reserveoffiziere NROTC als Infanterieoffizier eingestellt. Als Leutnant und Hauptmann diente er als Zugführer in der I-Kompanie, 3. Bataillon, 7. Marines, 1. Marinedivision und später als Kompanieführer und Bataillonsoperationsoffizier im 2. Aufklärungsbataillon während der Operation Desert Storm.
Berger absolvierte im Rahmen seines Werdegangs weitere Aus- und Fortbildungslehrgänge: United States Army Infantry Officer Advanced Course, das United States Marine Corps Command and Staff College und die United States Marine Corps School of Advanced Warfighting. Er ist ein Absolvent der United States Army Ranger School, der Jumpmaster School, der United States Navy Dive School und der United States Marine Corps Amphibious Reconnaissance School.
Berger war von 2002 bis 2004 Kommandeur des 3. Bataillon, 8. Marines und führte das Bataillon zunächst nach Okinawa und später zur Unterstützung der Operation Secure Tomorrow nach Haiti. Als Oberst befehligte Berger das Regimental Combat Team 8 in Falludscha, Irak, während der Operation Iraqi Freedom.
Während er als stellvertretender Divisionskommandeur der 2. Marinedivision diente, wurde Berger in den Rang eines Brigadegenerals (brigadier general) befördert. Anschließend wurde er in den Kosovo entsandt, wo er ein Jahr lang als Stabschef des KFOR-Hauptquartiers in Pristina diente. Von 2009 bis 2011 diente er im Hauptquartier des Marine Corps als Director of Operations in Plans, Policies, and Operations. Im Jahr 2012 wurde er als kommandierender General der 1. Marinedivision zur Unterstützung der Operation Enduring Freedom nach Afghanistan entsandt.
Von 2013 bis 2014 diente Berger als kommandierender General des Marine Air Ground Task Force Training Command und des Marine Corps Air Ground Combat Center. Im Juli 2014 wurde Berger in den Rang eines Generalleutnants befördert und übernahm das Kommando über die I. Marine Expeditionary Force. Anschließend übernahm er das Kommando über die United States Marine Corps Forces Pacific. Am 28. August 2018 übernahm Berger das Amt des kommandierenden Generals des Marine Corps Combat Development Command und agierte gleichzeitig als stellvertretender Commandant for Combat Development and Integration.
Am 26. März 2019 wurde er von Präsident Donald Trump als 38. Commandant des United States Marine Corps nominiert. Er wurde am 5. Juni vom Senat der Vereinigten Staaten bestätigt und übernahm das Kommando in einer Zeremonie am 11. Juli in der Marinekaserne in Washington D.C. Turnusgemäß endete seine Zeit an der Spitze des Marine Corps am 10. Juli 2023. Im Senat wird die Ernennung des designierten Nachfolgers, Eric Smith, blockiert.

### Auszeichnungen
Auswahl der Auszeichnungen, sortiert in Anlehnung an die Order of Precedence of Military Awards:
- Defense Superior Service Medal
- Legion of Merit
- Bronze Star
- Defense Meritorious Service Medal
- Meritorious Service Medal mit goldenem Stern
- Joint Service Commendation Medal
- Navy & Marine Corps Commendation Medal
- National Defense Service Medal
- Iraq Campaign Medal mit zwei Service Stars
- Global War on Terrorism Service Medal

Ferner:
Combat Action Ribbon, Joint Meritorious Unit Award, Navy Unit Commendation, Navy Meritorious Unit Commendation, Armed Forces Expeditionary Medal, Southwest Asia Service Medal, Kosovo Campaign Medal, Afghanistan Campaign Medal, Global War on Terrorism Expeditionary Medal, Korea Defense Service Medal, Humanitarian Service Medal, Sea Service Deployment Ribbon, Marine Corps Recruiting Service Ribbon, NATO Medal Non-Article 5 for the Balkans, Kuwait Liberation Medal (Saudi-Arabien), Kuwait Liberation Medal (Kuwait).